# Usque
Usque ist der Name einer marranisch-jüdischen Familie, die aus Portugal nach Italien auswanderte. Der Name leitet sich wahrscheinlich von dem Ort Huesca in Spanien her.

## Bekannte Namensträger
Die Verwandtschaftsbeziehungen der folgenden Personen sind nicht bekannt.
- Abraham Usque, (um 1520–nach 1557), Drucker und Herausgeber
- Samuel Usque, (um 1500–nach 1555), Dichter und Historiker
- Salomon Usque, (gest. nach 1567), Dichter und Übersetzer